# 블랙스쿼드
《블랙스쿼드》(BlackSquad)는 NS 스튜디오가 개발하고, 네오위즈게임즈에서 배급한 1인칭 슈팅 게임이다. 피망에서 2014년 11월 12일에 서비스를 시작했으며, 2018년 2월 27일에 서비스를 종료했다. 스팀에서는 2017년 7월 28일에 서비스를 시작하며 현재까지 서비스 중이다. 인도네시아에서 큰 성과를 거두었다. 일본에서는 2017년 10월 31일 서비스를 종료했다.
2020년 10월 28일, 블랙스쿼드가 NS 스튜디오에서 밸로프로 이관되면서 이후 개발은 밸로프가 담당하게 되었다. 개발을 담당한 NS 스튜디오는 블랙스쿼드 2.0의 개발을 진행하고 있다고 밝혔다.
FPS 플레이어들에게 총기들의 밸런스와 소리, 타격감이 좋다는 평가를 받으며 많은 사랑을 받았다. 다른 국산 FPS 게임들과 달리 모든 총기를 인게임 재화인 메달로 구매할 수 있어 과금유도가 적다. 언리얼 엔진 3를 사용해 그래픽이 좋으며 최적화가 잘 되어있었으나, 스팀에서 서비스하면서 최적화에 여러 문제점을 가지게 되었다.

## 채널링 서비스
2021년 4월 8일부터 밸로프의 자사 서비스 VFUN을 이용한 채널링 서비스를 개시했다. VFUN 계정으로 블랙스쿼드를 이용하면 한글 채팅을 사용할 수 있다.

## 연혁
- 2014년 11월 12일: 피망 블랙스쿼드 서비스 개시
- 2017년 7월 28일: 스팀 블랙스쿼드 서비스 개시
- 2018년 2월 27일: 피망 블랙스쿼드 서비스 종료
- 2020년 10월 28일: NS 스튜디오에서 밸로프로 서비스 이관
- 2021년 4월 8일: VFUN 블랙스쿼드 채널링 서비스 개시

## 같이 보기
- 네오위즈
- 서든어택
- 스페셜포스 2